# Budapest–Rákosszentmihály–Rákospalota HÉV
A Budapest–Rákosszentmihály–Rákospalota HÉV 1913-tól 1953-ig helyiérdekű vasútként, majd több villamosvonalként működő városi vasúti vonal volt. Az üzem érdekessége, hogy még helyiérdekű vasútként is közlekedtek rajta villamoskocsik, így nem csak a HÉV, de a Budapestkörnyéki villamosközlekedés része is volt.

## Elnevezése
Ez a helyiérdekű vonal a főváros és környéke vonalhálózatának része volt, így többféle, különböző vonalvezetésű viszonylatot közlekedtettek rajta hol városi villamosként, hol helyiérdekű vasútként. Részben ez, részben pedig az volt az oka, hogy mind a szakirodalomban, mind a vállalat belső anyagaiban is különböző elnevezések találhatók a vonalról, hogy a viszonylatoknak a mai értelemben vett számjelzése nem volt. Nevezték villamosvonalként H-vonal-nak (igaz, ekkor a két végállomása a Keleti és Nyugati pályaudvaroknál volt, és 95 perc volt a teljes menetidő) Cinkota-Nagyicce-Rákospalota vonalnak, Rákosszentmihály-Rákospalota vonalnak, rákosszentmihályi szárnyvonalnak (beleértve a Rákosszentmihályon körforgalomban közlekedő HÉV-et is). Átadásakor az új HÉV-vonal vezetése egyébként Rákosszentmihályon kezdődött, előbb Rákospalotát érintette, majd Pestújhelyet, majd ismét Rákospalotát (Rákospalota mintegy körülölelte a tőle 1909-ben elszakadt Pestújhelyet), ugyanakkor maguk a szerelvények egy már korábban kiépített szakaszt igénybevéve Sashalomról indultak.

## Története
A Budapesti Helyi Érdekű Vasút Rt. 1908-ban megvásárolta a Budapestvidéki Villamos Közúti Vasút Újpest és Rákospalota közti (6,8 km hosszú) vonalát, amit a rákosszentmihályi HÉV körforgalmú vasútvonalával kívánt összekötni. Az építkezés során egy 7,6 km hosszú kétvágányú vonalszakasz jött létre a két vonalrész között Sashalmon, Rákosszentmihályon és Pestújhelyen át a rákospalotai Széchenyi térig. Az új vonalat 1913. január 1-jén nyitották meg az utasforgalom számára, és 1928-ig csak a Budapest-Újpest-Rákospalotai Villamosvasút Rt. (BURV) villamosjáratai közlekedtek rajta a BHÉV kezelésében. Az átadással egyidőben épült ki a rákospalotai háromvágányos, felvételi épülettel kiegészített végállomás a Széchenyi téren, azonban a vonal egy deltavágánnyal kapcsolódott a BURV hálózatához.
1923-tól napi 20 BHÉV-vonatpár közlekedett a vonalon. 1928-ban a MÁV a bal parti körvasúton elindította a személyszállítást, aminek elszívó hatása érezhető volt Rákosszentmihályon és Sashalmon is, így a szárnyvonal évi 80–85 ezer pengőnyi veszteséget termelt. A második világháborút követően a kétvágányú szakaszon elbontották az egyik vágányt, hogy az így nyert sínszálakat másutt beépítve folytassák a világháború utáni helyreállítási munkálatokat, helyettük kitérőket létesítettek. Bár nem közvetlenül ezt a vonalat érintette, de az itt közlekedő szerelvények számára is fontos változás volt, hogy 1941 nyarán a Kerepesi út és a Budapest–Záhony-vasútvonal szintbeli kereszteződését felszámolták a nagyvasút töltésre helyezésével.
1949. október 1-jével megalakult a Fővárosi Helyi Érdekű Vasúti Községi Vállalat, melybe összevonták Kis- és a néhány hónappal később létrehozott Nagy-Budapest valamennyi helyiérdekű vasútvonalát, így ezen a vonalszakaszon is a FHÉV szerelvényei közlekedtek. Három évvel később, 1952. első napjától az egész vállalatot a MÁV kezelésébe adták. A vasúttársaság azonban 1953. április 1-jétől a Sashalom-Pestújhely-rákospalotai HÉV külső szakaszát a Fővárosi Villamosvasút – vagyis a budapesti villamosok üzemeltetőjének kezelésébe került. Ekkortól már névleg sem helyiérdekű vasútként működött, hanem 69-es jelzéssel villamosjáratot indítottak a vonalon.

## Hatása, jelentősége
A vonalvezetésből is látható, hogy ennek a relációnak a feladata nem a főváros és a környéki települések összekötése, hanem az akkor még agglomerációs falvak és városok összekapcsolása volt. Az 1909-ben önállósult Pestújhelynek például nem volt kapcsolata a közösségi közlekedéssel, a legközelebbi villamosvonalhoz Budapestre kellett begyalogolniuk az itt élőknek. Az 1913-ban megnyitott helyiérdekűvel azonban mind Rákospalota, mind Rákosszentmihály felé közvetlen kapcsolat létesült, igaz, a fő utazási iránynak számítható Budapest ekkor még csak jelentős kerülővel volt elérhető. A körvasúton 1928-ban elindult személyszállítás, majd Rákospalota és Pestújhely 1929-ben Budapest irányába szervezett autóbuszjáratai (a mai 25-ös és 124-es) mind csökkentették a HÉV-vonal jelentőségét.

## Felszámolása
A második világháború után felszedett második vágány megpecsételte a vonal sorsát, hiszen a kitérőkön a szembe közlekedő szerelvényeknek be kellett várniuk egymást, ami a menetidőt jelentősen megnövelte. A helyiérdekű jelleg felszámolása után itt közlekedő 65-ös és 69-es villamosok megszüntetését követően a síneket évtizedek alatt bontották el. Megmaradt a nagyiccei deltavágány, és a volt Sashalom, Kossuth Lajos tér nevű megálló épülete. Csak 2014-ben bontották le a Rákospalota-Nádastó állomás akkor már rendkívül elhanyagolt, omladozó épületét.

## Megállóhelyei
| 0                | Kerepesi út végállomás        | 25 | Gödöllői és csömöri HÉV 21, 23, 23A, 24, 25, 44, 45, 67 73 7, 14, 20, 33 | Baross tér, Keleti pályaudvar |
| 1                | Ruggyantagyár                 | 24 | Gödöllői és csömöri HÉV 14                                               | Gumigyár                      |
| 2                | Hungária körút                | 23 | Gödöllői és csömöri HÉV 38 14, 55                                        | Puskás Ferenc Stadion         |
| 3                | Laktanya                      | 22 | Gödöllői és csömöri HÉV 14                                               | Őrnagy utca                   |
| 4                | Fehér út, Kertváros           | 21 | Gödöllői és csömöri HÉV 14, 32                                           | Örs vezér tere                |
| 5                | Sarkantyú utca                | 20 | Gödöllői és csömöri HÉV 14                                               | Sarkantyú utca                |
| 6                | Rákosfalva                    | 19 | Gödöllői és csömöri HÉV 14                                               | Rákosfalva                    |
| Sashalom         |                               |    |                                                                          |                               |
| 7                | Sashalom – Cinkotai Nagyicce  | 18 | Gödöllői és csömöri HÉV 14, 31                                           | Nagyicce                      |
| 8                | Sashalom, Kossuth Lajos tér   | 17 |                                                                          | Sashalmi piac                 |
| Rákosszentmihály |                               |    |                                                                          |                               |
| 9                | Budapesti út                  | 16 |                                                                          | Budapesti út                  |
| 10               | Rákosi út                     | 15 | 31                                                                       | Rákosi út                     |
| 11               | Sashalom, Szentkorona utca    | 14 | 31                                                                       | Szentkorona utca              |
| 12               | Rákóczi út                    | 13 | 31                                                                       | Rákóczi út                    |
| 13               | Bercsényi utca                | 12 |                                                                          | Bercsényi utca                |
| Rákospalota      |                               |    |                                                                          |                               |
| 14               | Rákospalota, Nádastó          | 11 |                                                                          | Késmárk utca 11.              |
| Pestújhely       |                               |    |                                                                          |                               |
| 15               | Thököly út                    | 10 |                                                                          | Thököly út                    |
| 16               | Piactér                       | 9  | 24                                                                       | Sztáray Mihály tér            |
| 17               | Munkáskórház                  | 8  |                                                                          | Őrjárat utca                  |
| Palotaújfalu     |                               |    |                                                                          |                               |
| 18               | MÁV-telep                     | 7  | 67                                                                       | Rákospalota, MÁV-telep        |
| 19               | Rákos út                      | 6  | 25                                                                       | Rákos út                      |
| Rákospalota      |                               |    |                                                                          |                               |
| 20               | Dugonics utca                 | 5  |                                                                          | Dugonics utca                 |
| 21               | Zápolya utca                  | 4  |                                                                          | Szerencs utca                 |
| 22               | Arany János utca              | 3  | 25                                                                       | Arany János utca              |
| 23               | Károlyi utca                  | 2  | 25                                                                       | Rädda Barnen utca             |
| 24               | Szentmihályi út               | 1  | 25                                                                       | Szentmihályi út               |
| 25               | Gróf Széchenyi tér végállomás | 0  | 10, 55 25, 47                                                            | Széchenyi tér                 |